# Voleibol de praia nos Jogos Olímpicos de Verão da Juventude de 2014
O voleibol de praia nos Jogos Olímpicos de Verão da Juventude de 2014 realizou-se de 17 a 27 de Agosto no Centro Olímpico de Desportos de Nanquim, em Nanquim, China. Pela primeira vez, a modalidade foi incluída nas Olimpíadas da Juventude, visto que em 2010 marcou presença a versão de quadra.

## Qualificação
Participam 36 equipas de cada sexo. Por Comité Olímpico Nacional (CON) só puderam participar duas equipas de dois atletas, uma de cada sexo. Os anfitriões China podiam levar ambas as formações, mas optaram apenas pela de raparigas. 10 equipas, cinco de cada género, seriam decididas pela Comissão Tripartida, mas como só cinco vagas foram atribuídas, as restantes foram redistribuídas às equipas melhores classificadas ainda não apuradas. Cada uma das cinco federações de voleibol realizou eventos de qualificação para apurar 12 equipas, seis de cada sexo.
A África e a Ásia efectuaram um único torneio, enquanto a Europa criou uma Taça Continental Jovem com diferentes fases regionais, terminando com um torneio de qualificação final. A América do Sul recorreu a um tour de seis etapas mas só cinco foram disputadas, qualificando-se as equipas com mais pontos. Na América do Norte, Central e Caraíbas, o apuramento foi efectuado através de quatro torneios regionais em que os vencedores se qualificaram para as Olimpíadas da Juventude, sendo que um torneio final apurou as duas melhores nações do mesmo. A Nigéria e a Serra Leoa qualificaram-se para ambos os sexos, mas não participaram devido ao surto de ébola.A Serra Leoa e a Nigéria iriam participar, mas acabaram por não o fazer devido à pressão das autoridades chinesas na tentativa de prevenir a entrada do Ébola no país, devido ao surto da África Ocidental em 2014
Para poderem participar nas Olimpíadas da Juventude, os atletas têm que ter nascido entre 1 de Janeiro de 1996 e 31 de Dezembro de 1999.
Masculino
| Evento                                         | Local               | Data                        | Total de equipas | Qualificados                                                                        |
| ---------------------------------------------- | ------------------- | --------------------------- | ---------------- | ----------------------------------------------------------------------------------- |
| Anfitriões                                     | -                   | -                           | 0                | CHN China                                                                           |
| Torneio de Qualificação da Zona EVCA           | Pigeon Point        | 18 a 20 de Outubro de 2013  | 1                | VIN São Vicente e Granadinas                                                        |
| Torneio de Qualificação da Zona CAZOVA         | Maracas Beach       | 26 a 28 de Novembro de 2013 | 1                | JAM Jamaica                                                                         |
| Torneio de Qualificação da Zona Central        | Fajardo             | 6 a 8 de Dezembro de 2013   | 1                | CAN Canadá                                                                          |
| Torneio de Qualificação da Zona AFECAVOL       | Cidade da Guatemala | 1 e 2 de Fevereiro de 2014  | 1                | GUA Guatemala                                                                       |
| Torneio de Qualificação da AVC                 | Nakhon Si Thammarat | 4 a 6 de Abril de 2014      | 6                | KAZ Cazaquistão INA Indonésia IRI Irã NZL Nova Zelândia SRI Sri Lanka THA Tailândia |
| Torneio de Qualificação da CAVB                | Accra               | 11 a 13 de Abril de 2014    | 6                | BDI Burundi CGO Congo GHA Gana NGR Nigéria RWA Ruanda SLE Serra Leoa                |
| Torneio de Qualificação Final da NORCECA       | Carolina            | 12 e 13 de Abril de 2014    | 2                | USA Estados Unidos PUR Porto Rico                                                   |
| Final da Taça Continental Jovem da CEV de 2014 | Antalya             | 15 a 17 de Maio de 2014     | 6                | GER Alemanha FIN Finlândia FRA França POL Polônia RUS Rússia UKR Ucrânia            |
| Rankings Finais do Tour Jovem da CSV           | -                   | 19 de Maio de 2014          | 6                | ARG Argentina BRA Brasil PAR Paraguai PER Peru URU Uruguai VEN Venezuela            |
| Convite Tripartido                             | -                   | -                           | 3                | ISV Ilhas Virgens Americanas OMA Omã STP São Tomé e Príncipe                        |
| Redistribuição                                 | -                   | -                           | 3                | AUT Áustria LTU Lituânia NOR Noruega                                                |
| TOTAL                                          |                     |                             | 36               |                                                                                     |

Feminino
| Evento                                         | Local               | Data                        | Total de equipas | Qualificados                                                                          |
| ---------------------------------------------- | ------------------- | --------------------------- | ---------------- | ------------------------------------------------------------------------------------- |
| Anfitriões                                     | -                   | -                           | 1                | CHN China                                                                             |
| Torneio de Qualificação da Zona EVCA           | Pigeon Point        | 18 a 20 de Outubro de 2013  | 1                | LCA Santa Lúcia                                                                       |
| Torneio de Qualificação da Zona CAZOVA         | Maracas Beach       | 26 a 28 de Novembro de 2013 | 1                | TRI Trinidad e Tobago                                                                 |
| Torneio de Qualificação da Zona Central        | Fajardo             | 6 a 8 de Dezembro de 2013   | 1                | USA Estados Unidos                                                                    |
| Torneio de Qualificação da Zona AFECAVOL       | Cidade da Guatemala | 1 e 2 de Fevereiro de 2014  | 1                | GUA Guatemala                                                                         |
| Torneio de Qualificação da AVC                 | Nakhon Si Thammarat | 4 a 6 de Abril de 2014      | 6                | AUS Austrália KAZ Cazaquistão INA Indonésia THA Tailândia TPE Taipé Chinês VIE Vietnã |
| Torneio de Qualificação da CAVB                | Accra               | 11 a 13 de Abril de 2014    | 6                | CGO Congo GHA Gana NAM Namíbia NGR Nigéria RWA Ruanda SLE Serra Leoa                  |
| Torneio de Qualificação Final da NORCECA       | Carolina            | 12 e 13 de Abril de 2014    | 2                | CAN Canadá PUR Porto Rico                                                             |
| Final da Taça Continental Jovem da CEV de 2014 | Antalya             | 15 a 17 de Maio de 2014     | 6                | GER Alemanha FRA França ITA Itália CZE Chéquia RUS Rússia TUR Turquia                 |
| Rankings Finais do Tour Jovem da CSV           | -                   | 19 de Maio de 2014          | 6                | ARG Argentina BRA Brasil BOL Bolívia ECU Equador PAR Paraguai URU Uruguai             |
| Convite Tripartido                             | -                   | -                           | 2                | TUV Tuvalu VAN Vanuatu                                                                |
| Redistribuição                                 | -                   | -                           | 3                | AUT Áustria LAT Letônia SUI Suíça                                                     |
| TOTAL                                          |                     |                             | 36               |                                                                                       |

## Calendário
O calendário foi publicado pelo Comité Organizador dos Jogos Olímpicos da Juventude de Nanquim. Durante a fase de grupos, haverá três sessões por dia, para que todas as equipas joguem o seu jogo. Para o mesmo efeito, haverá duas sessões diárias nos quartos-de-final, jogando todas as formações nos dois principais campos.
Todos os horários são pela hora padrão chinesa (UTC+8).
| Data         | Dia da semana | Hora de início    | Evento                                           |
| ------------ | ------------- | ----------------- | ------------------------------------------------ |
| 17 de Agosto | Domingo       | 08:00 15:00 19:00 | Fase de Grupos masculino Fase de Grupos feminino |
| 18 de Agosto | 2ª Feira      | 08:00 15:00 19:00 | Fase de Grupos masculino Fase de Grupos feminino |
| 19 de Agosto | 3ª Feira      | 08:00 15:00 19:00 | Fase de Grupos masculino Fase de Grupos feminino |
| 21 de Agosto | 5ª Feira      | 08:00 15:00 19:00 | Fase de Grupos masculino Fase de Grupos feminino |
| 22 de Agosto | 6ª Feira      | 08:00 15:00 19:00 | Fase de Grupos masculino Fase de Grupos feminino |
| 24 de Agosto | Domingo       | 08:00             | Ronda de 24 masculino Ronda de 24 feminino       |
| 24 de Agosto | Domingo       | 18:00             | 1/8avos-final masculino 1/8avos-final feminino   |
| 25 de Agosto | 2ª Feira      | 15:00 20:00       | 1/4os-final masculino 1/4os-final feminino       |
| 26 de Agosto | 3ª Feira      | 15:00             | Meias-finais feminino                            |
| 26 de Agosto | 3ª Feira      | 20:00             | Jogos das Medalhas feminino                      |
| 27 de Agosto | 4ª Feira      | 15:00             | Meias-finais masculino                           |
| 27 de Agosto | 4ª Feira      | 20:00             | Jogos das Medalhas masculino                     |

## Medalhistas
| Evento                     | Ouro                                           | Prata                                              | Bronze                                         |
| -------------------------- | ---------------------------------------------- | -------------------------------------------------- | ---------------------------------------------- |
| Torneio masculino detalhes | Oleg Stoyanovskiy Artem Yarzutkin Rússia (RUS) | José Tigrito Gómez Peter Hernández Venezuela (VEN) | Santiago Aulisi Leandro Aveiro Argentina (ARG) |
| Torneio feminino detalhes  | Ana Patrícia Ramos Duda Lisboa Brasil (BRA)    | Megan McNamara Nicole McNamara Canadá (CAN)        | Lisa Arnholdt Sarah Schneider Alemanha (GER)   |

## Quadro de medalhas
| Ordem | País          | Medalha de ouro | Medalha de prata | Medalha de bronze |   |
| ----- | ------------- | --------------- | ---------------- | ----------------- | - |
| 1     | BRA Brasil    | 1               |                  |                   | 1 |
|       | RUS Rússia    | 1               |                  |                   | 1 |
| 3     | CAN Canadá    |                 | 1                |                   | 1 |
|       | VEN Venezuela |                 | 1                |                   | 1 |
| 5     | ARG Argentina |                 |                  | 1                 | 1 |
|       | GER Alemanha  |                 |                  | 1                 | 1 |
| TOTAL | TOTAL         | 2               | 2                | 2                 | 6 |